# 208. pehotni polk (Italija)
208. pehotni polk Taro (izvirno italijansko 208º Reggimento fanteria) je bil pehotni polk Kraljeve italijanske kopenske vojske.

## Zgodovina
Med prvo svetovno vojno je bil polk nastanjen na soški fronti in med drugo svetovno vojno v Jugoslaviji in Franciji.